# Fernsehprediger

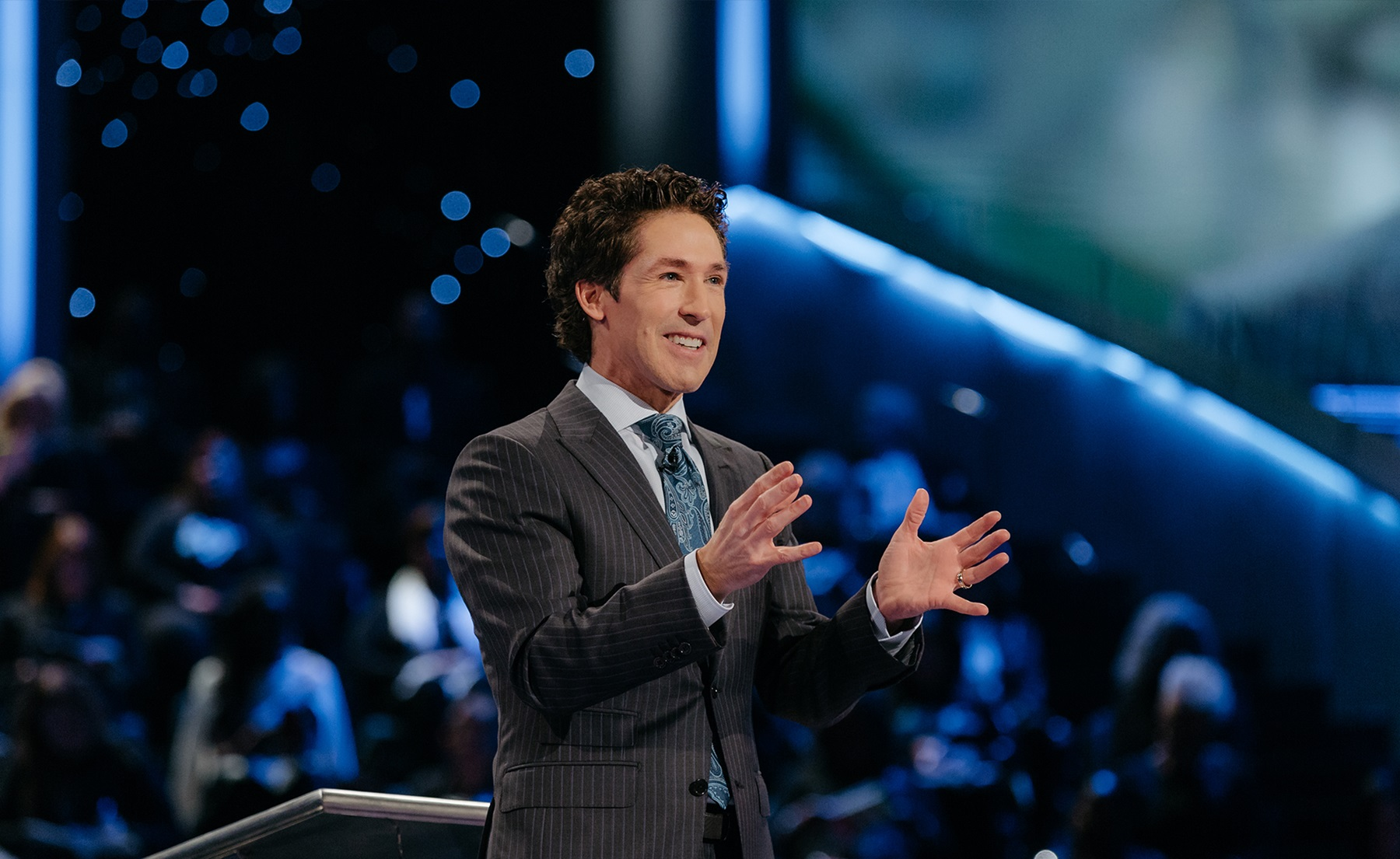
Joel Osteen, Lakewood Church

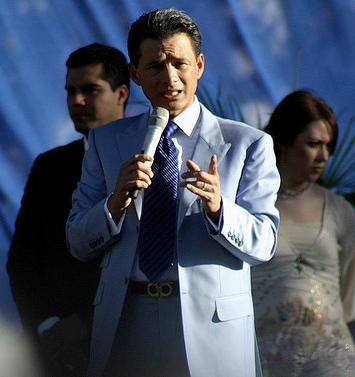
Der guatemaltekische Prediger Cash Luna

Fernsehprediger, im christlichen Bereich auch Televangelisten (Kofferwort aus „Television“ und „Evangelist“) genannt, sind Prediger, die das Massenmedium Fernsehen benutzen, um ihre Glaubensvorstellungen als Botschaften zu verbreiten. Das Wirken der Fernsehprediger ist nicht mit dem Fernsehgottesdienst zu verwechseln.

## Christentum

### Charakteristikum
Die meisten Sendungen von Fernsehpredigern bestehen aus religiösen Ansprachen mit Appellcharakter. Unterbrochen werden sie durch kommerzielle Werbeblöcke oder musikalische Darbietungen. Viele Televangelisten verweisen auf Wunder und bringen diese in Zusammenhang mit den Spenden der Gläubigen. Demnach wächst jedes Wunder aus einem Samen, als Grundmetapher des „Prosperity Gospel“.
Theologisch stehen christliche Fernsehprediger in der Regel Charismatikern oder Kirchen der Pfingstbewegung nahe. Allerdings sind Fernsehprediger keine offiziellen Vertreter einer größeren Denomination, sondern arbeiten nach Angaben der christlichen Trinity Foundation meist profitorientiert.

### Beispiele

#### Nordamerika
Dem Aufkommen des Hörfunks in den Vereinigten Staaten in den späten 1920er Jahren folgten bald Übertragungen von Gottesdiensten. Christliche Missionare sahen im Radio die Möglichkeit, Menschen zum Christentum zu bekehren und gleichzeitig Gläubige mit Bibelauslegungen zu erreichen. Klassische Missionssender waren Family Radio WYFR, das Bible Broadcasting Network (BBN) und andere. Bekannte Radioprediger waren Charles Edward Fuller, Herbert W. Armstrong (1892–1986) und Charles Coughlin.
Als das Fernsehen zunächst in den USA in den späten 1940er Jahren eingeführt wurde, folgten bald erste Missionssendungen. Pioniere waren Billy Graham (1918–2018), Rex Humbard (1919–2007), Harold Camping und der römisch-katholische Bischof Fulton John Sheen. In den 1960er bis 1980er Jahre gewannen die oft stundenlangen Programme der Televangelisten deutlich an Einfluss auf das religiöse Leben der USA.
Das Phänomen der Fernsehpredigten wird in den USA auch Electric Church genannt und bezeichnet durch Spendengelder finanzierten und national verbreiteten Programme konservativer Fernsehprediger und ihre parakirchlichen Unternehmen. Den Begriff „electric church“ prägte 1979 Ben Armstrong, der damalige Direktor der „National Religious Broadcasters“ (NRB). Armstrong argumentiert, die elektronische Kirche sei kein neues Phänomen, sondern nur eine revolutionäre neue Form des rituellen kirchlichen Gottesdienstes mit Einsatz modernster Technologie. Dagegen vertritt die Soziologin Razelle Frankl die Auffassung, bei der elektronischen Kirche handele es sich um eine neue soziareligiöse Institution, hervorgegangen aus einer Mischung zwischen den institutionalisierten Erweckungsbewegungen des 19. Jahrhunderts und dem US-amerikanischen Fernsehen.
Bekannte Vertreter der Electric Church waren Pat Robertson, Jimmy Swaggart, Oral Roberts, Robert Schuller, Gene Scott, Jerry Falwell, Jim Bakker und Peter Popoff (die beiden Letztgenannten wurden wegen Betruges bzw. finanzieller Unregelmäßigkeiten verurteilt). Im 21. Jahrhundert waren oder sind Ted Haggard, Joel Osteen, Benny Hinn, Marcus Lamb, John Hagee und Joyce Meyer (als eine der wenigen Fernsehpredigerinnen) besonders erfolgreich.
Einige US-amerikanische Fernsehprediger besitzen selbst TV-Stationen (z. B. Christian Broadcasting Network, Daystar Television Network, Familyradio). Dadurch gelingt es ihnen, Einfluss auf die öffentliche Meinung zu nehmen, insbesondere im sogenannten Bible Belt. Durch kontinuierliche Spendenaufrufe sammeln sie erhebliche finanzielle Mittel. Ein Sprecher der US-Kirchenvereinigung Trinity Foundation schätzt, dass die Fernsehprediger in den Vereinigten Staaten zwischen sechs und neun Milliarden Dollar im Jahr umsetzen (Stand 2020).

#### Südamerika
In Südamerika spielen pfingstlerische Fernsehprediger ebenfalls eine große Rolle und treten in Konkurrenz zur traditionell starken römisch-katholischen Kirche. Die bekanntesten Fernsehprediger in Brasilien sind Edir Macedo (Universal Church of the Kingdom of God), Silas Malafaia (Assemblies of God), Valdemiro Santiago (World Church of the Power of God), Ana Paula Valadão und André Valadão (beide Igreja Batista da Lagoinha). Der Kirchenchef und Unternehmer Edir Macedo besitzt mit RecordTV sein eigenes Sendernetzwerk in Brasilien.

#### Afrika
In afrikanischen Ländern sind Fernsehprediger nach US-amerikanischem Vorbild aktiv. Nigeria gilt als eines der Länder mit zahlreichen Freikirchen und Televangelisten. Chris Oyakhilome (Pastor Chris) betreibt mit seiner Christ Embassy drei Satelliten-Fernsehsender, die Aufnahmen seiner Predigten, Wunderheilungen und Teufelsaustreibungen in Nigeria, Südafrika und Großbritannien übertragen. Forbes schätzte sein Vermögen im Jahr 2011 auf 30 bis 50 Millionen US-Dollar. Temitope Balogun Joshua ist ebenfalls mit seinem eigenen Fernsehkanal aktiv und laut Forbes der drittreichste Prediger Nigerias.

#### Europa
In Europa ist das Phänomen des Fernsehpredigers weniger verbreitet. Fernsehsender wie Bibel TV, K-TV oder ERF Fernsehen erreichen dennoch täglich viele hunderttausend Zuschauer (alleine Bibel TV erreichte 2022 nach eigenen Angaben etwa bis zu 700.000 Zuschauer täglich). Die Fernsehsender agieren weniger an die Person eines Predigers gebunden als vergleichbare Sender in den USA. Der polnische Fernsehsender TV TRWAM, der ebenso wie der Radiosender Radio Maryja von Tadeusz Rydzyk gegründet wurde, erreicht eine Einschaltquote von 0,15 %. Das Konzept der US-amerikanischen Fernsehformate übernimmt seit 1995 God TV. Das Netzwerk ist weltweit aktiv. Joyce Meyer ist über praktisch alle verfügbaren Drittplattformen mit den originalen und übersetzten Ansprachen ihres Missionswerks präsent und auch andere Prediger sind über christliche Fensterprogramme (z. B. über rheinmaintv und Anixe) zu sehen. In der „Fernsehkanzel“ des Hamburger Missionswerks Arche, das auch Gründungsmitglied von Bibel TV war, verschwimmt die Abgrenzung zwischen Gottesdienst und missionarischer Ansprache; eine Tendenz, die auch bei anderen Fernsehpredigern zu erkennen ist.

## Islam

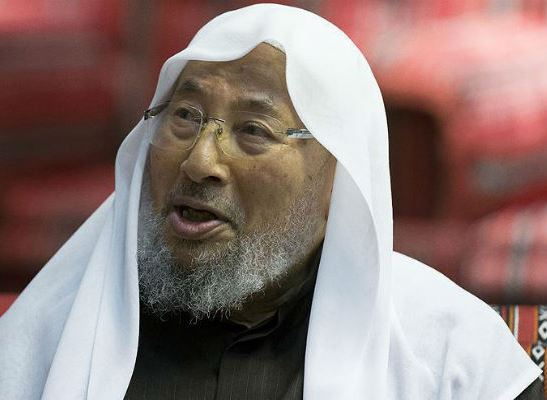
Yusuf al-Qaradawi hat eine wöchentliche Sendung auf al-Dschasira. Bild im Januar 2018

In muslimischen Ländern werden die religiösen Sendungen von Predigern der salafistischen Sunniten dominiert. Aber auch Schiiten oder Aleviten treten als „Televangelisten“ auf. Einer der populärsten sunnitischen Gelehrten, der fast wöchentlich die Gelegenheit zu sprechen hat, ist Yusuf al-Qaradawi (al-Dschasira in der Sendung Asch-Scharia wa al-Haja). Sehr beliebt ist auch der Ägypter Amr Khaled (kein Gelehrter), der unter anderem bei dem Islam-Sender Iqra des Arab Radio and Television Network auftritt. Weitere Gelehrte sind u. a. 'Umar 'Abd al-Kafi und die Theologieprofessorin Suad Salih. Die Aufzeichnungen einiger Gelehrten werden auch auf CD, DVD oder MC vertrieben.
Nicht zu den salafistischen Fernsehpredigern zählt der Türke Harun Yahya, welcher der Gülen-Bewegung nahesteht. Seine teils bizarren Auftritte fanden oft in Begleitung von ihm als „Kätzchen“ bezeichneten, leicht bekleideten jungen Frauen statt und hatten kreationistische und verschwörungstheoretische Inhalte. Seit dem Bruch zwischen Gülen und der Regierung Erdoğan tritt Yahya nicht mehr im türkischen Fernsehen auf, sondern verbreitet seine Auftritte über das Internet.

## Kritik
Die US-Moderatorin Rachel Maddow hat eine Matrix von Fernsehpredigern und deren Vergehen erstellt. Die Band Genesis kritisierte mit ihrem Lied Jesus He Knows Me (1991, auf dem Album We Can’t Dance) das finanzielle Gebaren der Fernsehprediger, ebenso Iron Maiden mit dem Song Holy Smoke (1990 auf „No prayer for the dying“). Das Lied Satellite der Rockgruppe The Hooters hat ebenfalls Fernsehprediger und insbesondere ihre Spendensammelpraxis zum Thema. Auch Frank Zappa thematisierte dies mit seinen Liedern Jesus Thinks You’re a Jerk, Dumb All Over und Heavenly Bank Account.
Die Spielfilme Glory! Glory!, Salvation!, Pass the Ammo und Pray TV parodieren das Geschäft mit Fernsehpredigen. Die Kirche Our Lady of Perpetual Exemption war eine eingetragene Kirche, die vom Satiriker John Oliver gegründet worden war, um das Geschäft mit Fernsehpredigen zu kritisieren. Der Dokumentarfilm Marjoe entlarvt das Geschäft als Scharlatanerie.
Der konservative Theologe John MacArthur publizierte 2009 eine Reihe von Artikeln, in denen er hart mit den Methoden einiger Fernsehprediger ins Gericht ging und ihre Profitgier anprangerte:

„Someone needs to say this plainly: The faith healers and health-and-wealth preachers who dominate religious television are shameless frauds. Their message is not the true Gospel of Jesus Christ. There is nothing spiritual or miraculous about their on-stage chicanery. It is all a devious ruse designed to take advantage of desperate people. They are not Godly ministers but greedy impostors who corrupt the Word of God for money's sake. They are not real pastors who shepherd the flock of God but hirelings whose only design is to fleece the sheep. Their love of money is glaringly obvious in what they say as well as how they live. They claim to possess great spiritual power, but in reality they are rank materialists and enemies of everything holy.
Man muss es klar sagen: Die Wunderheiler und Wohlstandsprediger, die das religiöse Fernsehen dominieren, sind schamlose Abzocker. Ihre Botschaft ist nicht das wahre Evangelium von Jesus Christus. Es ist nichts Geistliches oder Wunderhaftes an ihren Bühnenshows, sondern es handelt sich um hinterhältige Trickserei, um Gewinn aus der Verzweiflung der Leute zu ziehen. Sie sind keine gottgefälligen Diener, sondern gierige Betrüger, welche das Wort Gottes aus reiner Geldgier korrumpieren. Sie sind keine echten Hirten, die die Herde Gottes weiden, sondern Mietlinge, deren einzige Motivation es ist, den Schafen das Fell abzuziehen. Ihre Geldliebe ist so offensichtlich bei dem, was sie sagen und wie sie leben. Sie behaupten, geistliche Kraft zu besitzen, aber in Wirklichkeit sind sie berechnende Materialisten und Feinde alles Heiligen.“